# Терминал 21
Терминал 21 (англ. Terminal 21) — многофункциональный комплекс с 4 филиалами в Таиланде: Асок и Рама III в Бангкоке, Корате и Паттайе. Первый филиал был открыт в октябре 2011 года и расположен на Сукхумвит-роуд, у перекрестка Асок-монтри-роуд, в районе Ваттхана в Бангкоке. Второй филиал, Терминал 21 Корат, был открыт в декабре 2016 года и расположен на Миттрапхап-роуд в провинции Накхонратчасима. Терминал 21 Паттайя был открыт в октябре 2018 года и расположен в Паттайя в провинции Чонбури. Затем было принято решение о строительстве Терминал 21 Рама III у реки Чаупхрая в районе Яннава в Бангкоке. 20 октября 2022 года официально открылся Терминал 21 Рама III.
Название «Терминал 21» призвано отражать концепцию, согласно которой каждый торговый этаж представляет разные туристические города. Число «21» относится к Сои-сукхумвит 21 (Асок-монтри-роуд), где расположен первый филиал в Бангкоке. Каждый комплекс Терминал 21 состоит из многоэтажной торговой зоны, где каждый этаж оформлен в тематике туристических городов мира, кинотеатра SF Group, отеля и резиденций, управляемых компанией Centre Point Hospitality.

## Местоположение

### Терминал 21 Асок
Терминал 21 Асок открылся в Бангкоке 11 октября 2011 года. Расположен в районе Ваттхана, на пересечении улиц Сукхумвит и Асок. Соединён с надземным метро BTS Skytrain и MRT с помощью крытого перехода на станциях Асок и Сукхумвит. В этом торговом центре самые протяженные эскалаторы в Таиланде, до 36 метров. Торговая зона имеет в общей сложности 10 этажей, на которых расположены кинотеатр SF Cinema и рынок Gourmet Market (подразделение The Mall Group). Отель и резиденция Grande Centre Point — 42-этажное здание высотой 202 метра.

### Терминал 21 Корат
Терминал 21 Корат в провинции Накхонратчасима (также известной как Корат) был открыт 4 февраля 2017 года. Расположен на Миттрапхап-роуд у перекрестка Ратчасима-Чокчай в районе Муанг-накхонратчасима. Торговая зона состоит из семи этажей, включая смотровую площадку, кинотеатр SF Cinema и супермаркет Foodland. 8 февраля 2020 года в Накхонратчасиме произошло массовое убийство в том числе и в торговом центре Терминал 21.

### Терминал 21 Паттайя
Терминал 21 Паттайя был открыт в городе Паттайя, провинция Чонбури, 19 октября 2018 года. Расположен на углу улиц Норт-Паттайя и Секонд-роуд, рядом с кольцевой развязкой Пла-Ло-Ма. Торговая зона состоит из 6 этажей, включая кинотеатр SFX Cinema и супермаркет Foodland. В Терминале 21 Паттайя также находится 32-этажный отель и резиденция Grande Centre Point Pattaya.

### Терминал 21 Рама III
Терминал 21 Рама III был открыт 20 октября 2022 года на улице Рама III в районе Банг-кхо-лаем в Бангкоке. Торговый центр имеет 9 этажей магазинов и парковку на 1658 автомобилей на 140 000 квадратных метров площади. Обслуживается станцией Чароенрат на скоростном автобусе Бангкока.

## Концепция розничной торговли
Терминал 21 — это тематический торговый центр площадью 40 000 квадратных метров. Каждый этаж оформлен в стиле туристических городов и мест по всему миру: Антильские острова, Рим, Париж, Токио, Лондон, Стамбул, Сан-Франциско и Голливуд. Оформление может отличаться в разных отделениях Терминала 21, но тематические локации остаются прежними.